# Parafia Matki Bożej Nieustającej Pomocy w Starym Opolu
Parafia Matki Bożej Nieustającej Pomocy w Starym Opolu – parafia rzymskokatolicka w Starym Opolu, należąca do diecezji siedleckiej i dekanatu Suchożebry.
Parafia została erygowana w 1985.
Kościół parafialny murowany, w stylu współczesnym, wybudowany w latach 1982–1985, staraniem ks. Franciszka Hołdy.
Terytorium parafii obejmuje Gręzów, Nowe Iganie (część), Nowe Opole, Opole-Świerczynę oraz Stare Opole.